# Elyhordeum elymoides
Elyhordeum elymoides är en gräsart som först beskrevs av Eduard Hackel, och fick sitt nu gällande namn av Armando Theodoro Hunziker och Cecilia Carmen Xifreda. Elyhordeum elymoides ingår i släktet Elyhordeum och familjen gräs. Inga underarter finns listade i Catalogue of Life.